# Lewotolo
Ne doit pas être confondu avec Lewotobi.
Le Lewotolo, aussi dénommé Lewotolok, est un volcan d'Indonésie situé sur l'île de Lembata, dans les petites îles de la Sonde.

## Toponymie
Le Lewotolo aussi appelé Lewotolok, Ili Lewoto, Ili Lewotolo, Gunungapi, Ngapi, Tokajain ou encore Zwavelberg, ce dernier toponyme étant d'origine néerlandaise,.

## Géographie

### Topographie
Stratovolcan de forme conique, son sommet qui culmine à 1 423 mètres d'altitude est formé d'un petit cône volcanique couronné par un cratère de 130 mètres de diamètre s'élevant sur le rebord sud-est d'un plus large cratère. Il domine une des péninsules s'avançant dans la mer de Florès sur la côte nord de Lembata.

### Géologie
Ses éruptions, principalement de nature explosive, émettent aussi des coulées de lave dont nombre ont atteint la mer,.
Les laves du Lewotolo sont de nature calco-alcaline, typiques des zones volcaniques de type arc de subduction. Elles sont d'acidité (pétrologique) variable, avec un pourcentage massique de silice allant de 47 %, basaltes, à 62 %, andésites, et riches en potassium.
Les laves du Lewotolo contiennent un minéral rare, la zirconolite. Le modèle géochimique développé pour en expliquer la présence, fait appel à un fluide extrayant les éléments chimiques Zr, Th, U et les terres rares.

## Histoire éruptive
Dix périodes d'éruptions se sont produites sur ce volcan depuis la première observée par les Européens en 1660, incluant celle initiée en novembre 2020. Depuis le début de cette dernière, le Lewotolok présente une activité épisodique à continue d'explosions stromboliennes (toujours en cours en décembre 2024),.